# Where Are Ü Now
"Where Are Ü Now" é uma canção produzida pelos artistas norte-americanos de EDM Skrillex e Diplo, para seu projeto colaborativo Jack Ü, que conta com vocais do cantor canadense Justin Bieber. A canção foi lançada como o segundo single do primeiro álbum de estúdio do duo, Skrillex and Diplo Presents Jack Ü (2015), através de suas respectivas gravadoras OWSLA e Mad Decent, e também foi incluída no quarto álbum de estúdio de Bieber Purpose (2015). Ela Foi lançada simultaneamente com o álbum em 27 de fevereiro de 2015, e posteriormente foi enviada às rádios mainstream, em 21 de abril de 2015.

## Histórico de Lançamentos
| País           | Data                    | Formato                     | Label              | Ref. |
| -------------- | ----------------------- | --------------------------- | ------------------ | ---- |
| Alemanha       | 27 de Fevereiro de 2015 | Download Digital            | [ 1 ]              |      |
| Itália         | 27 de Fevereiro de 2015 | Download Digital            | [ 2 ]              |      |
| Espanha        | 27 de Fevereiro de 2015 | Download Digital            | [ 3 ]              |      |
| Reino Unido    | 27 de Fevereiro de 2015 | Download Digital            | [ 4 ]              |      |
| Estados Unidos | 27 de Fevereiro de 2015 | Download Digital            | [ 5 ]              |      |
| Estados Unidos | 21 de Abril de 2015     | Rádios                      | [ 6 ]              |      |
| Itália         | 1 de Maio de 2015       | Rádios                      | [ 7 ]              |      |
| Mundialmente   | 16 de Junho de 2015     | Download Digital (Remix EP) | [ 8 ] [ 9 ] [ 10 ] |      |